# Dworan Márton
Dworan Márton (1770. október 14. – Cajla, 1848. február 29.) esztergom egyházmegyei katolikus pap, alesperes, táblabíró.

## Élete
Pozsonyban hallgatta a teológiát; 1794-ben misés pappá szenteltetett föl, mire konyhai, 1797-től bazini káplán volt; 1807-ben horvátgurabi, majd bazini plébános és alesperes lett.

## Munkái
Prihodná Kázen o welmi obtíznich, ale spolu y ludom užitečnych Powinostách stawu knezskeho, kteru w Chrame Plavecko-Sotwrteckan prednesel… dne 2. sept. 1819. Pozsony. (Alkalmi beszéd, a nehéz, de az emberiségre nézve hasznos papi kötelességekről.)